# علی حصنی
علی حصنی (عربی: علي حصني فيصل؛ زادهٔ ۱ اکتبر ۱۹۹۴) یک بازیکن فوتبال اهل عراق است.
وی همچنین در تیم ملی فوتبال عراق بازی کرده‌است.